# Lamborghini Calà
El Lamborghini Calà, també anomenat Italdesign Calà, és un prototip d'automòbil dissenyat per Lamborghini per Italdesign Giugiaro. En primer lloc, es va mostrar en el Saló de l'Automòbil de Ginebra de 1995. Es tracta d'un prototip completament funcional que mai va entrar en producció. Avui, el Calà és exhibit al Museu d'Italdesign, a Itàlia.

## Disseny i característiques
El Calà va ser dissenyat per Giorgetto Giugiaro per ocupar la necessitat de Lamborghini d'un reemplaçament del Jalpa, que va finalitzar la seva producció el 1988 a instàncies de la llavors propietària de l'empresa, Chrysler. La carrosseria del Calà va ser construïda amb fibra de carboni.
En 1994 Chrysler va vendre Lamborghini a Megatech, el disseny del Calà va prendre forma, però quan Megatech va vendre Lamborghini al Grup Volkswagen el 1998, el prototip va ser deixat de costat. El reemplaçament del Jalpa no seria trobat en la línia de Lamborghini fins a l'any 2003, amb la introducció del Lamborghini Gallardo.
El Calà era propulsat per un motor V10 amb 40 vàlvules i 3900 cc muntat en posició central posterior a 90 graus, que produïa 400 CV (300 kW) de potència, apariat a una transmissió manual de 6 velocitats que manejava les rodes posteriors. La velocitat màxima va ser estimada en 289 km/h, i accelerava de 0 a 100 km/h en 5 segons.

## Aparicions en multimèdia

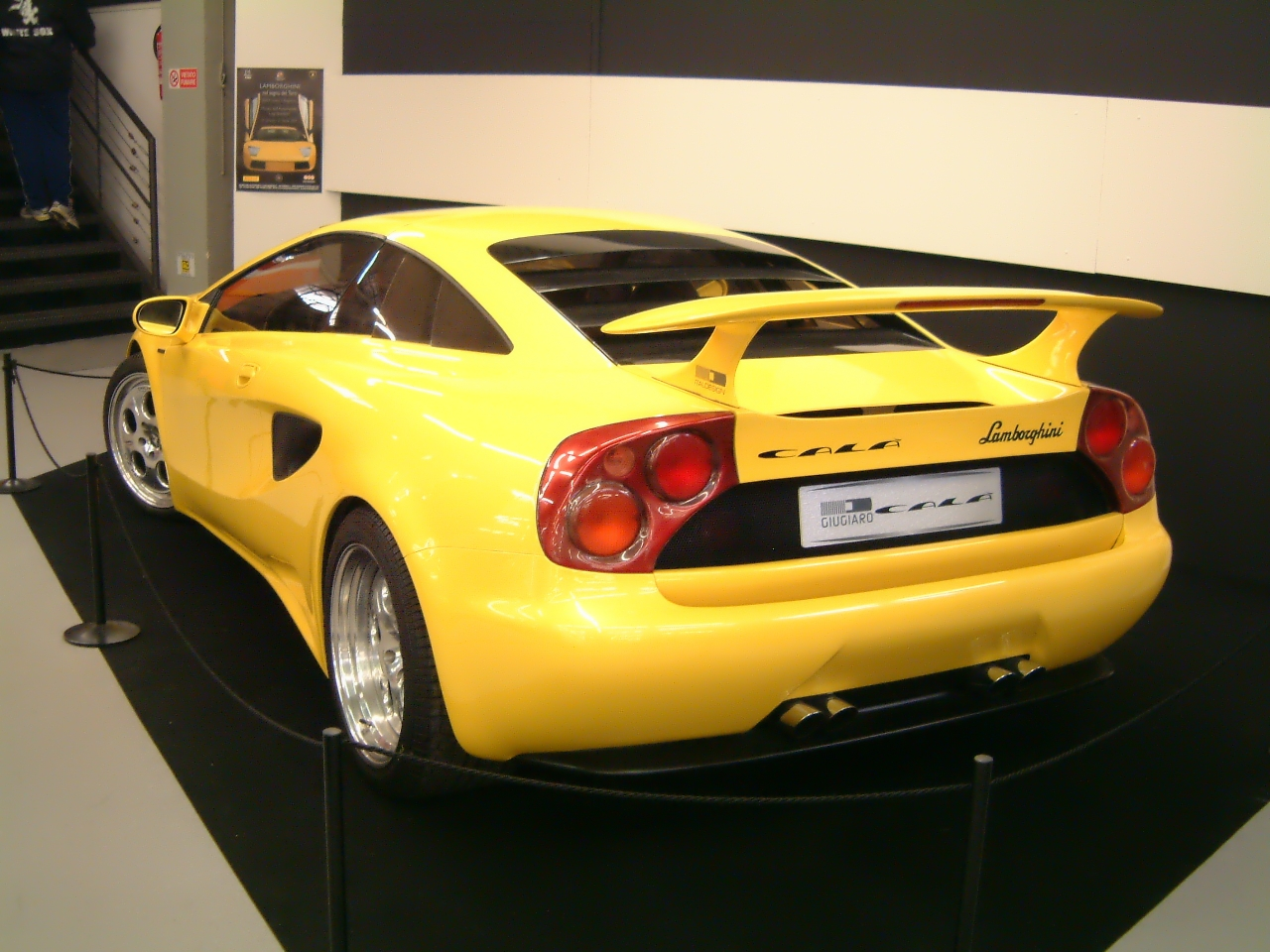
Vista posterior del Calà.

El cotxe va aparèixer en els videojocs d'ordinador de 1997 Need for Speed II i Need for Speed II ES.